# Saint-Laurent-du-Cros
Saint-Laurent-du-Cros település Franciaországban, Hautes-Alpes megyében. Lakosainak száma 575 fő (2022. január 1.). Saint-Laurent-du-Cros Forest-Saint-Julien, Gap, Laye, Saint-Julien-en-Champsaur és Saint-Bonnet-en-Champsaur községekkel határos.

## Népesség
A település népessége az elmúlt években az alábbi módon változott:
| Lakosok száma | 412  | 320  | 332  | 501  | 499  | 520  | 532  | 535  | 548  | 575  |
|               | 1968 | 1982 | 1990 | 2006 | 2013 | 2015 | 2017 | 2019 | 2020 | 2022 |